# Лозина, Полина Георгиевна
Полина Георгиевна Лозина (22 декабря 1923, Гнильск, Петроградская губерния — 17 декабря 1999) — советский, российский педагог. Народный учитель СССР (1979). 

## Биография
Полина Лозина родилась 22 декабря 1923 года в деревне Гнильск (ныне Гдовского района Псковской области) девятым ребёнком в большой крестьянской семье. 
В июне 1941 года окончила среднюю школу в селе Чернёве. В годы войны была связной и разведчицей местного партизанского отряда, учила детей на временно оккупированной фашистами территории Псковской области, для партизан добывала необходимую  информацию.
В апреле 1944 года избрана вторым, затем первым секретарем Полновского райкома комсомола. 
Окончила Псковское педагогическое училище, позже Ленинградский педагогический институт  имени А. И. Герцена. 
С 1954 года работала в Псковской восьмилетней школе № 5. В деревне Лисьи Горки Псковского района Псковской области на протяжении 30 лет преподавала (1957 — 1987 — учитель начальных классов) и руководила Любятовской малокомплектной школой.
В 1968 и 1978 году была делегатом Всероссийских съездов учителей.
Русский писатель И. А. Минутко посвятил в 1989 году педагогу художественно-документальную повесть «Школа над Псковой». В этой повести писатель рассказывает об удивительной судьбе учителя, секретах педагогического таланта героини, опыте нравственного воспитания школьников.
«Все мы из детства… А это значит: характер, личность человека формируется в первые годы бытия. Мы учителя начальных школ, — считала П. Г. Лозина, — ответственны за всходы на ниве общественной жизни».
На базе Псковского государственного университета с 2005 года проходят Лозинские чтения.
Личный фонд Полины Георгиевны Лозиной находится в муниципальном архиве Псковского района. В составе фонда находятся: тексты её выступлений на Всероссийском съезде учителей в 1978 году, на коллегии Министерства просвещения РСФСР и СССР, статьи, конспекты уроков, фотографии периода работы в Любятовской малокомплектной школе.
Умерла Полина Георгиевна Лозина 17 декабря 1999 года.

## Награды и звания
- Заслуженный учитель РСФСР (1960)
- Народный учитель СССР (1979)
- Орден Октябрьской Революции
- Орден Отечественной войны II степени
- Орден «Знак Почёта»
- Медаль «За победу над Германией в Великой Отечественной войне 1941—1945 гг.»
- Медаль «Партизану Отечественной войны»